# Трилогія дизайну
Трилогія дизайну — це загальна назва серії з трьох повнометражних документальних фільмів про дизайн, режисером яких є [./Https://en.wikipedia.org/wiki/Gary%20Hustwit Гарі Хаствіт].
- 2007: «Гельветика» про типографіку та графічний дизайн на прикладі історії однойменного шрифту;
- 2009: «Об’єктивований» про промисловий дизайн та ергономіку;
- 2011: «Урбанізований»[en] про архітектуру та міське проектування.

## Збірка зі стенограмами інтерв’ю
Для цих трьох документальних стрічок було відзнято понад 100 годин розмов із найталановитішими дизайнерами сучасності. Але у процесі кіновиробництва до фільмів увійшло лише 3% матеріалу. Тому у 2013 році за допомогою краудфандингу Хуствіт почав редагувати та збирати стенограми інтерв’ю у книгу. Повний текст було завершено та опубліковано у 2015 році.
Навіть якщо читач не дивився фільми, він надихатиметься графічним дизайном, типографікою, архітектурою, містобудуванням, технологіями, візуальною комунікацією, продуктовим дизайном, транспортом, вуличним мистецтвом, модернізмом, постмодернізмом, екосвідомістю, культурою споживання, — всі ці теми є частиною глибоких дискусій Гарі Хаствіта з дизайнерами та інноваторами з понад 75 країн світу.